# Annika Falkengren
Pour les articles homonymes, voir Bolin.
Annika Falkengren (née Bolin le 12 avril 1962) est une banquière suédoise et l'une des six associés-gérants du groupe suisse Lombard Odier. Elle commence sa carrière en 1987 auprès de la Skandinaviska Enskilda Banken, où elle grimpe les échelons jusqu'à devenir Présidente Directrice-Générale en 2005, une position qu'elle occupe jusqu'en 2017. Falkengren a au cours de sa carrière été membre de plusieurs conseils d'administration d'envergure et reçu de nombreux prix : Fortune l'a ainsi nommée parmi les femmes d'affaires les plus puissantes de la planète.

## Etudes et carrière
Annika Falkengren est née le 12 avril 1962 à Bangkok, où ses parents sont stationnés en tant que diplomates auprès du Ministère suédois des Affaires étrangères. Ses jeunes années sont dès lors caractérisées par des déménagements fréquents. Elle rentre en Suède pour étudier à l'internat, puis intègre l'université de Stockholm dont elle sort en 1987 diplômée en Administration des affaires et en économie,.
Falkengren rentre directement à la SEB à sa sortie de l'université en 1987, dans le cadre d'un programme de formation pour jeunes diplômés. Ce sera la première étape d'une longue carrière au sein de la banque et qui la verra accéder à sa direction en 2005 - un poste qu'elle occupera jusqu'en 2017. Elle aura au cours de ces trente années dirigé plusieurs départements (Fixed Income Trading and Sales, Trading & Capital Markets Division ; Corporate & Institutional Division), avant d'être officiellement nommée à son poste par le Conseil d'administration le 10 novembre 2005 en remplacement de Lars H. Thunell (en), lui-même en partance pour la tête de la Société financière internationale de la Banque mondiale,.
En août 2017, Annika Falkengren annonce son départ pour le groupe Lombard Odier, où elle rejoint le collège des associés-gérants. Parmi ses diverses responsabilités se trouvent le développement du groupe, qu'elle co-dirige avec l'associé senior Patrick Odier, ainsi que les fonctions de gestion du risque, le marketing et la communication,.

## Autres activités
Annika Falkengren a été membre de plusieurs conseils d'administration et de surveillance, au nombre desquels on peut citer Securitas, Munich Re, Scania, et Volkswagen. Elle a également été membre du Conseil d'administration puis présidente de l'Association des banquiers suédois. Elle fait partie de l'Académie royale des sciences de l'ingénieur de Suède, et siège au conseil des fondations Mentor et IMD,.
Le magazine suédois Veckans Affärer l'a nommée parmi les suédoises les plus puissantes de 2005, et à nouveau en 2013,. En 2006, Financial News la place au 68e rang des « 100 personnes les plus influentes sur les marchés de capitaux européens ». Elle est sacrée banquière de l'année en 2012. Fortune la classe plusieurs fois parmi les 10 femmes d'affaires les plus puissantes du monde, la plaçant troisième pour la région Europe, Afrique et Moyen-Orient en 2015,.